# Абгенрі (одиниця вимірювання)
Абгенрі (англ. Abhenry) — це когерентна одиниця вимірювання індуктивності в абсолютній електромагнітній системі одиниць СГСМ. Рівна індуктивності, яка виникає, коли швидкість зміни струму в 1 абампер за секунду створює індуковану електрорушійну силу в 1 абвольт. Міжнародне позначення одиниці — abH, українське — абГн.
Зв'язок з одиницею системи SI: 1 абГн = 10−9 Гн.
Маловживана одиниця. Інформація про використання цієї одиниці вимірювання в економіці України, в тому числі до набуття незалежності, відсутня.